# Longa Marcha 4B

O foguete Longa Marcha 4B.

O Longa Marcha 4B (长征四号乙火箭), também conhecido como Chang Zheng 4B, CZ-4B e LM-4B é um lançador orbital chinês. Ele é um foguete de três estágios, usado principalmente para colocar satélites em órbita terrestre baixa e órbita heliossíncrona. O primeiro lançamento desse modelo, ocorreu em 10 de Maio de 1999, levando o satélite meteorológico FY-1C, que mais tarde foi usado no teste de míssil antissatélite chinês de 2007.

## Características
As principais características do Longa Marcha 1, são:
- Estágios: 3
- Tamanho total: 45,8 m
- Diâmetro: 3,35 m
- Peso na decolagem: 249.200 kg
- Carga útil para LEO: 4.200 kg
- Carga útil para SSO: 2.800 kg
- Carga útil para GTO: 1.500 kg

## Histórico de lançamentos
| Voo | Data                   | Plataforma de lançamento                                      | Carga              | Resultado | Notas                                                                             |
| --- | ---------------------- | ------------------------------------------------------------- | ------------------ | --------- | --------------------------------------------------------------------------------- |
| 1   | 10 de maio de 1999     | Centro de Lançamento de Taiyuan, plataforma LC-7              | FY-1C, SJ-5        | Êxito     | Primeiro voo.                                                                     |
| 2   | 14 de outubro de 1999  | Centro de Lançamento de Taiyuan, plataforma LC-7              | CBERS-1, SACI-1    | Êxito     |                                                                                   |
| 3   | 1 de setembro de 2000  | Centro de Lançamento de Taiyuan, plataforma LC-7              | ZY-2A              | Êxito     |                                                                                   |
| 4   | 15 de maio de 2002     | Centro de Lançamento de Taiyuan, plataforma LC-7              | FY-1D, HY-1A       | Êxito     |                                                                                   |
| 5   | 27 de outubro de 2002  | Centro de Lançamento de Taiyuan, plataforma LC-7              | ZY-2B              | Êxito     |                                                                                   |
| 6   | 21 de outubro de 2003  | Centro de Lançamento de Taiyuan, plataforma LC-7              | CBERS-2, CX-1      | Êxito     |                                                                                   |
| 7   | 9 de setembro de 2004  | Centro de Lançamento de Taiyuan, plataforma LC-7              | SJ-6A, SJ-6B       | Êxito     |                                                                                   |
| 8   | 6 de novembro de 2004  | Centro de Lançamento de Taiyuan, plataforma LC-7              | ZY-2C              | Êxito     |                                                                                   |
| 9   | 24 de outubro de 2006  | Centro de Lançamento de Taiyuan, plataforma LC-7              | SJ-6C, SJ-6D       | Êxito     |                                                                                   |
| 10  | 19 de setembro de 2007 | Centro de Lançamento de Taiyuan, plataforma LC-7              | CBERS-2B           | Êxito     |                                                                                   |
| 11  | 25 de outubro de 2008  | Centro de Lançamento de Taiyuan, plataforma LC-9              | SJ-6E, SJ-6F       | Êxito     |                                                                                   |
| 12  | 15 de dezembro de 2008 | Centro de Lançamento de Taiyuan, plataforma LC-9              | Yaogan 5           | Êxito     |                                                                                   |
| 13  | 6 de outubro de 2010   | Centro de Lançamento de Taiyuan, plataforma LC-9              | SJ-6G, SJ-6H       | Êxito     |                                                                                   |
| 14  | 15 de agosto de 2011   | Centro de Lançamento de Taiyuan, plataforma LC-9              | HY-2A              | Êxito     |                                                                                   |
| 15  | 9 de novembro de 2011  | Centro de Lançamento de Taiyuan, plataforma LC-9              | Yaogan 12, TX-1    | Êxito     |                                                                                   |
| 16  | 22 de dezembro de 2011 | Centro de Lançamento de Taiyuan, plataforma LC-9              | ZY-1C              | Êxito     |                                                                                   |
| 17  | 9 de janeiro de 2012   | Centro de Lançamento de Taiyuan, plataforma LC-9              | ZY-3A, VesselSat 2 | Êxito     |                                                                                   |
| 18  | 10 de maio de 2012     | Centro de Lançamento de Taiyuan, plataforma LC-9              | Yaogan 14, TT-1    | Êxito     |                                                                                   |
| 19  | 25 de outubro de 2013  | Centro de Lançamento de Satélite de Jiuquan, plataforma SLS-2 | SJ-16              | Êxito     |                                                                                   |
| 20  | 9 de dezembro de 2013  | Centro de Lançamento de Taiyuan, plataforma LC-9              | CBERS-3            | Falha     | Falha da última etapa do foguete, provocando a reentrada atmosférica do satélite. |
| 21  | 19 de agosto de 2014   | Centro de Lançamento de Taiyuan, plataforma LC-9              | GF-2, BRITE-PL 2   | Êxito     |                                                                                   |
| 22  | 8 de setembro de 2014  | Centro de Lançamento de Taiyuan, plataforma LC-9              | Yaogan 21, TT-2    | Êxito     |                                                                                   |
| 23  | 7 de dezembro de 2014  | Centro de Lançamento de Taiyuan, plataforma LC-9              | CBERS-4            | Êxito     |                                                                                   |